# اصفهان‌کلاته
اصفهان‌کلاته، روستایی است از توابع بخش مرکزی شهرستان گرگان در استان گلستان ایران.
مردم این روستا به زبان فارسی دری سخن می‌گویند.
برخی اسناد و منابع نام این روستا را به صورت «عثمان کلا»، «آسمان کلا»، «اصفهانکلاته» نوشته‌اند. وقف نامهٔ خواجه مظفر پنکچی مربوط به سال ۹۱۹ قمری به عنوان قدیمی‌ترین سندی که نام این روستا را آورده شناخته می‌شود. در سند نامبرده خواجه مظفر این آبادی را برای فرزندانش وقف نموده همچنین نام این روستا در سندی دیگر که تاریخ کتابت آن به سال ۱۲۱۸ق می‌رسد، آمده است. محتوای این نوشته در بردارندهٔ عریضه ای از سوی ساکنان روستا اصفهانکلاته به فتحعلی شاه قاجار است. روستاییان در این نامه از شاه قاجار می‌خواهند به بیگلر بیک استرآباد دستور دهد تا میزان عوارض و مالیات مردم روستا را نسبت به گذشته افزایش ندهد. شاه قاجار نیز با درخواست آنان موافقت می‌کند. در فرمان فتحعلی شاه قاجار به سال ۱۲۳۲ق، دستور داده شده است تا چند خانوار از اصفهانکلاته که از این آبادی اعراض کرده و در قلعه سکونت گزیده بودند، به این قریه بازگردانده شوند.
میرزا ابراهیم در سفر خود به شمال ایران بین سال‌های ۱۲۷۶–۱۲۷۷ این روستا را یکی از روستاهای بلوک پنجم یعنی استرآباد رستاق به‌شمار آورده است. ملگونف جهانگرد روس سال ۱۲۷۷ق به شمال ایران سفر کرد. او اصفهانکلاته را جزو روستاهای ایالت استرآباد رستاق نام برده است.
رابینو نمایندهٔ دولت بریتانیا سال ۱۲۸۸ق. استرآباد سفر کرد و اصفهانکلاته را به عنوان یکی از آبادهای بلوک استرآباد رستاق ولایت استرآباد به حساب آورده است. منبع: مقاله اصفهانکلانه از احمد خواجه نژاد
«نوشته شده توسط نایب»

## نامگذاری روستا
با توجه به گفته‌ها و نقل از بزرگان نامگذاری اصفهانکلاته به دوران قاجار برمیگردد، قبل از آن مردمانی در آنجا سکنه داشتند اما احتمالاً بخاطر طاعون شدید سالهای قبل در منطقه استراباد که نفرات زیادی را به کام مرگ کشیده بود تعداد نفرات محدود شده بود.
در اوایل دوره قاجاریه امیر علی بیک همراه قشونی که ریاست آنرا حاجی محمد وردی بیک به عهده داشت جهت امنیت استراباد از قره داغ آذربایجان به این منطقه آمدند. چون شهر استراباد ظرفیت پذیرش این طایفه و قشون آنها را نداشت توسط حکام و امرای شهر استراباد تصمیم گرفته شد انتخاب محل سکونت را در حاشیه شهر خود آنها مشخص نمایند؛ بنابراین در آن محدوده قشون نظامی حضور داشتند، نقل شده است در آن دوره کلاتی وجود داشته است که لشکر اصفهان در آنجا سکونت گزیدند و چون مدتی در منطقه مزبور اسکان داشتند این نام (اصفهانکلاته) بر روی قریه مانده است.
.
(نوشته شده توسط نایب)

## جمعیت
این روستا در دهستان استرآباد جنوبی قرار داشته و براساس سرشماری سال۱۴۰۲جمعیت آن ۱٬۱۲۱ نفر۴۰۰خانوار) بوده است. این روستا دارای فرهیختگان بسیار زیادی می‌باشد که می‌توان قاطعانه آن را یکی از مراکز علمی استان گلستان نامید. شغل اصلی مردمان این روستا کشاورزی می‌باشد. این روستا اولین دهکده سبز ایران نیز نامیده شده است.
محصولات کشاورزی روستای اصفهانکلاته غالباً برنج، گندم، لوبیا روغنی و سیب زمینی و است که به تازگی اهالی آن به ایجاد باغ‌های میوه رو آورده‌اند. روستای اصفهانکلاته به لحاظ موقعیت آب و هوایی مناسب و نیز به دلیل همجوار بودن با جنگل گرمابدشت و جنگل روستای قرن آباد به عنوان اولین دهکده سبز استان گلستان و نیز کشور در سال ۱۳۸۳ معرفی گردید.
ساکنین روستای اصفهانکلاته را می‌توان به دو دسته تقسیم کرد
۱: ساکنان اصیل
۲: ساکنان جدید
ساکنان اصیل آن دسته از ساکنانی هستند که از زمان تأسیس روستا در آنجا بودند و هستند و جمعیت عمدهٔ روستا را نیز تشکیل می‌دهند از جمله خانوده‌های طبرسا و تمسکنی را می‌توان نام برد.
ساکنان جدید آن دسته از ساکنانی هستند که در سال‌های اخیر (از صد سال پیش تا به الان) به روستا مهاجرت کردند و هم‌اکنون نیز در این روستا ساکن هستند.
مانند خانواده های (اعتراف، دلاک، اقامحمدی، موجنی پور و میرحاجی و نجار …)
مردم روستای اصفهانکلاته به زبان فارسی دری گویش می‌کنند.